# ويزلي إل. مكدونالد
ويزلي إل. مكدونالد (بالإنجليزية: Wesley L. McDonald)‏ هو ضابط أمريكي، ولد في 6 يوليو 1924 في واشنطن العاصمة في الولايات المتحدة، وتوفي في 8 فبراير 2009 في مقاطعة أرلنغتون في الولايات المتحدة.

## وصلات خارجية
- ويزلي إل. مكدونالد على موقع إن إن دي بي (الإنجليزية)